# Charline Schwarz
Charline Schwarz (15 de janeiro de 2001) é uma arqueira profissional alemã, medalhista olímpica.

## Carreira
Schwarz participou da prova de tiro com arco em equipes feminina nos Jogos Olímpicos de Verão de 2020 em Tóquio ao lado de Michelle Kroppen e Lisa Unruh, conquistando a medalha de bronze.